# 파르메니데스
파르메니데스(Παρμενίδης, 기원전 510년 경 - 기원전 450년 경)는 고대 그리스의 철학자이다. 엘레아 학파의 대표적인 철학자로 이탈리아 남부의 엘레아에서 태어났다. 그의 주장에 의하면 모든 진리의 바탕은 바로 이성인데, 이성에 의해서 생각할 수 없는 것은 존재하지 않는다고 하였다. 〈자연에 대하여〉라는 철학시를 지었으나 일부분만이 남아 있다.

## 생애
크세노파네스의 제자로 알려져 있으나 그의 스승을 크세노파네스라고 단정할 수는 없다. 디오게네스 라에르티오스에 의하면, 파르메니데스는 가난하였지만 훌륭한 아메이니아스와 사귀어 그의 지론을 신봉하였고 조용한 생활을 보냈다고 한다. 판아테나이아 대제(大祭)에 엘레아의 제논과 더불어 아테네에 나타났을 때에는 이미 고령이었고, 젊은 소크라테스와 만났을 것이라 추정된다. 플라톤의 대화편, 《파르메니데스》 중에서 짐작하건데 모든 점에서 고귀하고 무언지 모를 심오한 것이 있었다고 소크라테스는 말하였다.

## 사상
그가 남긴 〈자연에 대하여〉라는 서사시는 〈진리의 길〉과 〈억견(臆見)의 길〉로 나뉘어 있으니 전자는 탐구의 길, 후자는 탐구되지 않는 길이다. 앞의 경우 그것은 있다, 그것은 있지 않을 수 없다, 그것이란 바로 존재자(存在者)요, 그것에로의 길이 진리에 따르는 설득의 길인 것이다. 뒤의 경우, 그것은 있지 않다, 있지 않는 것은 필연, 없는 것은 알 수도 표현할 수도 없는 것이다. 왜냐하면 그것은 비존재(非存在)이기 때문이요, 그것에로의 길이 억견의 길이다. 사유(思惟)란 존재와 동일한 것이다. 그것은 사유하는 것과 있는 것은 동일하기 때문이다. 필요한 것은, 있는 것만을 있다고 하고 또한 생각하는 일이다. 존재자는 불생불멸(不生不滅)하고 완전무결이며 부동(不動)의 것이며, 완전한 구체(球體)라고도 하였다.
좀 더 부연하자면, 있는 것은 있고 없는 것은 없으며, 없는 것은 말할 수 없음은 물론 파악할 수도 없다. 이는 우리는 '없는 것'을 생각할 수 없기 때문이다 (정말로 존재하지 않는 것은 우리가 상상조차 할 수 없다). 우린 무엇이 없다는 생각 정도만 할 수 있을 뿐 '없음' 그 자체를 결코 머리에 그릴 수는 없다. '없음'이 없으니 파르메니데스가 생각하기에 세상엔 '있음'만 존재하는 것이다. 또한 '있음'이 여럿 존재하려면 그 사이사이에 '없음'이 있어야 하므로 '있음'은 하나 뿐, 즉 존재는 통일성을 갖춘 하나라는 것이다. 파르메니데스는 통일성을 가진 하나의 존재를 일자一者라 불렀다. 시작과 끝이 구분되지 않고 이러한 무시무종의 우주관은 파르메니데스의 예에서 보듯, 서양에서도 플라톤 이전의 자연주의 철학자들에게서 발견되는 사고방식이기도 했다.

## 영향
존재와 무(無), 일자(一者)에 대한 심도있는 고찰로 플라톤에게 핵심적인 영향을 미쳤다. 이후 2000여년 동안 서양 철학의 핵심인 존재론과 인식론의 바탕이 되었다. 하지만 그의 논리에는 고대 희랍어의 언어적 오류를 바탕으로 한 것들이 핵심적인 논리에 삽입되어 있어, 이후 많은 논쟁을 낳았다.

## 참고 문헌
- 파르메니데스 『단편들』 / 김남두 pdf
- 파르메니데스, 있는 건 있고 없는 건 없다./ 유튜브. 이 문서에는 다음커뮤니케이션(현 카카오)에서 GFDL 또는 CC-SA 라이선스로 배포한 글로벌 세계대백과사전의 내용을 기초로 작성된 글이 포함되어 있습니다.